# Resolução 329 do Conselho de Segurança das Nações Unidas
A Resolução 329 do Conselho de Segurança das Nações Unidas, adotada por unanimidade em 10 de março de 1973, lembrou seu pedido para tornar a assistência à Zâmbia uma prioridade depois de arriscar prejudicar sua economia para apoiar a resolução 327 contra a Rodésia e apelou a todos os estados para assistência técnica, financeira e material imediata. O Conselho solicitou ao Secretário-Geral que coordenasse todas as agências das Nações Unidas para ajudar a Zâmbia e pediu ao Conselho Econômico e Social que considerasse a questão da assistência econômica à Zâmbia periodicamente.